# Jurij Hricyna
Jurij Wasylowycz Hricyna, ukr. Юрій Васильович Гріцина, ros. Юрий Васильевич Грицына, Jurij Wasiljewicz Gricyna (ur. 15 czerwca 1971 w Siewierodoniecku, w obwodzie łuhańskim, Ukraińska SRR) – ukraiński piłkarz, grający na pozycji pomocnika lub obrońcy, reprezentant Ukrainy.

## Kariera piłkarska

### Kariera klubowa
Wychowanek Internatu Sportowego w Woroszyłowgradzie. W 1988 rozpoczął karierę piłkarską w klubie Zoria Ługańsk, skąd w 1990 trafił do Dynama Kijów. Najpierw występował w drużynie rezerwowej, z którą zdobył w 1990 Mistrzostwo ZSRR spośród drużyn rezerwowych. 7 marca 1992 strzelił historyczną pierwszą bramkę w Mistrzostwach Ukrainy dla Dynama w meczu z Metalistem Charków. W 1994 przeszedł do Dinamo-Gazowika Tiumeń. Występował w takich klubach jak Urałan Elista, Sokoł Saratów, FBK Kowno, Arsenał Tuła, Czernomoriec Noworosyjsk, Liepājas Metalurgs, Dinamo Stawropol, Wołga Niżny Nowogród i Ditton Dyneburg. W 2008 przeszedł do Dnipra Czerkasy. Latem 2009 odszedł do zespołu amatorskiego Irpiń Horenicze, w którym w 2010 zakończył karierę piłkarską.

### Kariera reprezentacyjna
18 maja 1993 zadebiutował w reprezentacji Ukrainy w spotkaniu towarzyskim z Litwą wygranym 2:1. Wcześniej występował w olimpijskiej reprezentacji ZSRR.

### Sukcesy
- mistrz Ukrainy: 1993, 1994
- wicemistrz Ukrainy: 1992
- zdobywca Pucharu Ukrainy: 1993
- mistrz Litwy: 2000
- wicemistrz Łotwy: 2003